# Massacre Records
Massacre Records — незалежний звукозаписний лейбл, що базується в Абштаті, Німеччина. Заснований 1991 року Торстеном Гартманном і спеціалізується на метал-гуртах жорстких жанрів.

## Історія
З Massacre Records пов’язані маркетингова та музична оптова компанія Metal Merchant, сублейбли Blue Rose Records і Gutter Records для жанрів «виконавець/автор пісень» і «німецький метал» відповідно, а також музичний видавець Sylvian Music. Massacre Records також розповсюджує альбоми готик-метал-лейбла MCM Music.
З 1995 по 2000 рік Massacre Records підтримував сублейбл Swanlake Records для своєї готичної і фолк-метал продукції. Найвідомішими артистами, опублікованими на Swanlake, були Skyclad, Atrocity, Theatre of Tragedy і Лів Крістін.
Найбільш продаваними альбомами, випущеними Massacre, є Velvet Darkness They Fear і Aégis від Theatre of Tragedy та Werk 80 від Atrocity.

## Артисти

### Поточні
- Atrophy[en]
- Coronatus
- Crematory
- Dark Embrace
- Debauchery[en]
- Disbelief[en]
- Embryonic Autopsy
- Eternal Tears of Sorrow
- Hatriot[en]
- Helstar[en]
- Jotnar[en]
- Messiah's Kiss
- Raunchy[en]
- Seelenwalzer
- Tears Of Martyr
- Toxik[en]
- Wizard
- Viper Solfa[en] та інші

### Колишні
- Dark Millennium[en]
- Edenbridge
- Mortal Love
- Veni Domine[en]